# Magnus Wistelius
Magnus Wistelius, född 1669 i Vist socken, död 23 februari 1726 i Rystads socken, han var kyrkoherde i Rystads pastorat.

## Biografi
Wistelius föddes 1669 i Vist socken. Han var son till bonden Per Månsson och Anna Andersdotter. Wistelius blev 12 juni 1689 student vid Uppsala universitet. Han prästvigdes 3 november 1697 till komminister i Vists församling. 1711 blev han komminister i Sankt Lars församling. Wistelius blev 1718 kyrkoherde i Rystads församling. Han avled 23 februari 1726 i Rystad.

### Familj
Wistelius gifte sig första gången 24 juni 1700 med Maria Nyman (1677-1709). Hon var dotter till rådmannen Jöns Larsson Nyman och Sara Noij i Skänninge. De fick tillsammans barnen flicka (född 1701), Anna Maria (född 1704), Carl Mauritz (född 1705), Philip Jacob (född 1707).
Wistelius gifte sig andra gången 25 juli 1711 med Catharina Bagge. Hon hade tidigare varit gift med komminister B. Elg i Sankt Lars. De fick tillsammans dottern Rebecca Maria.